# Amy Adams
Amy Lou Adams (n. 20 august 1974, Aviano, Friuli-Veneția Giulia, Italia) este o actriță și cântăreață americană. Cunoscută pentru versatilitatea sa de a interpreta roluri comice și dramatice, a fost de trei ori pe listele anuale ale celor mai bine plătite actrițe din lume. Recunoașterea sa critică include două Golden Globes, respectiv șase nominalizări la Academy Awards (Premiile Oscar) și șapte nominalizări la British Academy Film Awards.
Născută în Vicenza, Italia și crescută în Castle Rock, statul Colorado, Adams este a patra din șapte frați și surori. S-a antrenat ca să devină o balerină, dar, la 18 ani, a înțeles că teatrul muzical ar fi o mult mai bună opțiune pentru ea. Astfel, între 1994 și 1998, a lucrat în domeniul muzical, tipic Statelor Unite, numit dinner theater. În 1999, și-a făcut debutul în film cu un rol secundar în satira Drop Dead Gorgeous. După mutarea sa la Los Angeles, a avut o apariție în televiziune și a interpretat mai multe roluri de personaje ale unor tinere femei neplăcute de toți. Primul său rol important a fost în filmul  Catch Me If You Can (regizat de Steven Spielberg), alături de Leonardo DiCaprio, dar apariția sa s-a soldat cu un an în care nu a avut niciun angajament. Rolul care a lansat-o, în sfârșit, a fost al unei femei însărcinate și leneșe  din filmul independent din 2005, Junebug.

## Filmografie

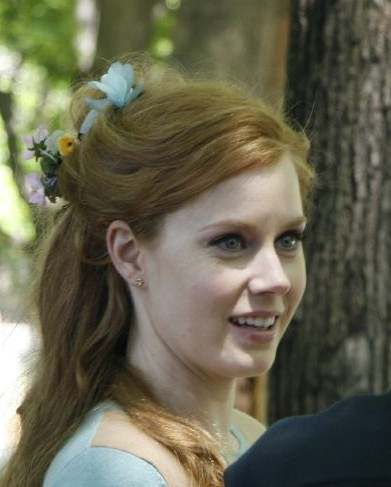
Amy Adams la filmarea peliculei Enchanted (2007)

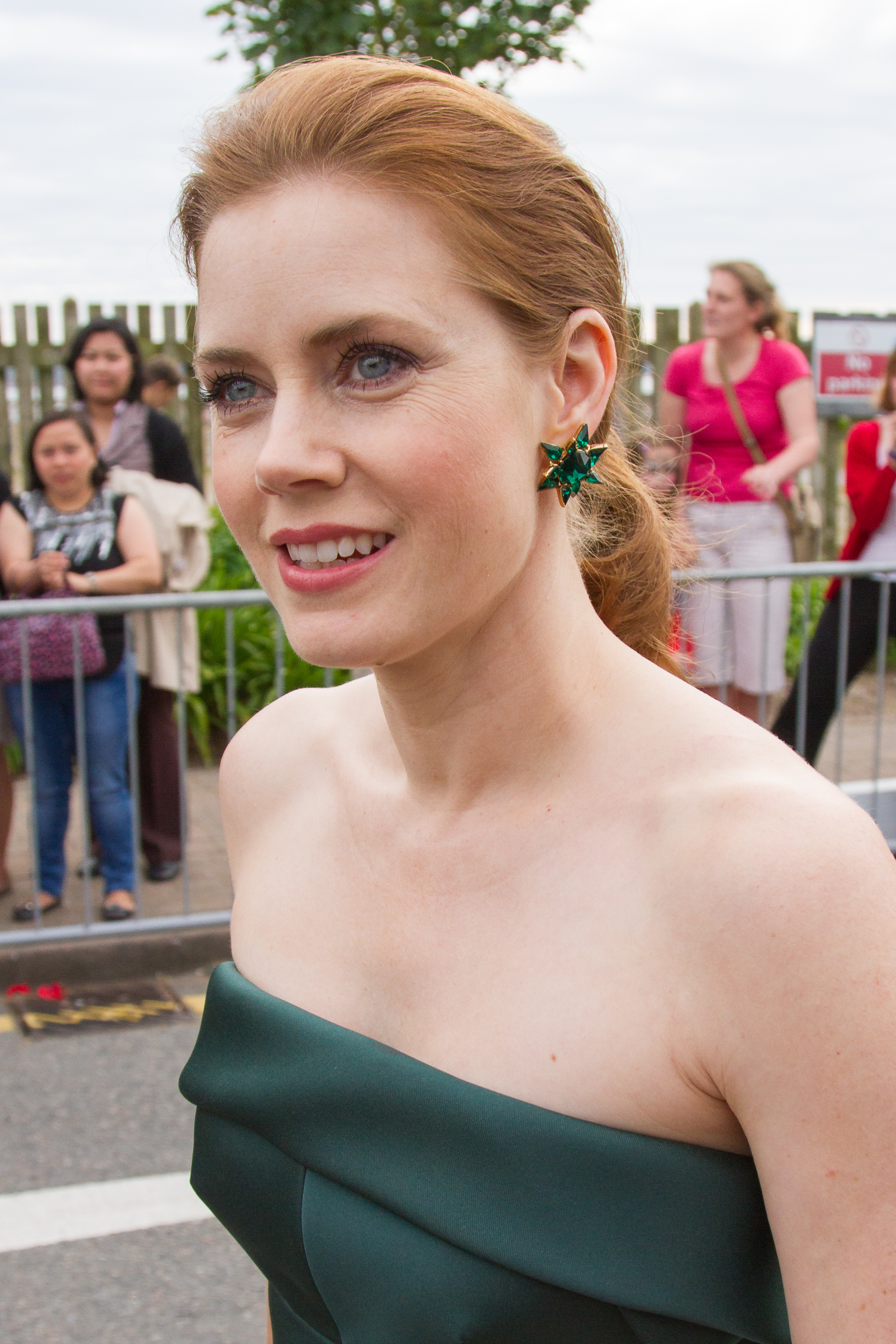
Amy Adams la premiera Man of Steel, iunie 2013

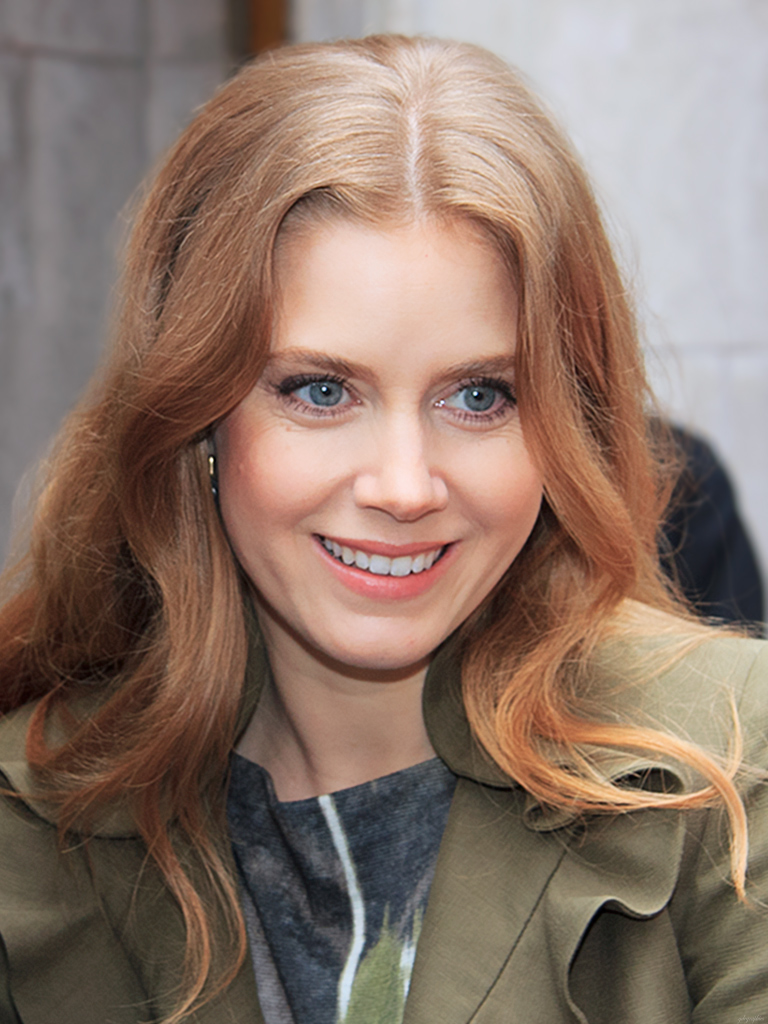
Amy Adams în septembrie 2012

### Filme
| Titlu                                          | An   | Rol                    | Note                                     | Ref.          |
| ---------------------------------------------- | ---- | ---------------------- | ---------------------------------------- | ------------- |
| Drop Dead Gorgeous                             | 1999 | Leslie Miller          |                                          | [ 8 ]         |
| Psycho Beach Party                             | 2000 | Marvel Ann             |                                          | [ 9 ]         |
| The Chromium Hook                              | 2000 | Jill Royaltuber        | Scurtmetraj (creditată ca Amy Lou Adams) | [ 10 ]        |
| Cruel Intentions 2                             | 2000 | Kathryn Merteuil       | Direct-to-video                          | [ 11 ]        |
| The Slaughter Rule                             | 2002 | Doreen                 |                                          | [ 12 ]        |
| Pumpkin                                        | 2002 | Alex                   |                                          | [ 13 ]        |
| Serving Sara                                   | 2002 | Kate                   |                                          | [ 14 ]        |
| Catch Me If You Can                            | 2002 | Brenda Strong          |                                          | [ 15 ]        |
| The Last Run                                   | 2004 | Alexis                 |                                          | [ 16 ]        |
| The Wedding Date                               | 2005 | Amy Ellis              |                                          | [ 17 ]        |
| Standing Still                                 | 2005 | Elise                  |                                          | [ 18 ]        |
| Junebug                                        | 2005 | Ashley Johnsten        |                                          | [ 19 ]        |
| Stephen Tobolowsky's Birthday Party            | 2005 | Ea însăși              | Documentar                               | [ 20 ]        |
| Pennies                                        | 2006 | Charlotte Brown        | Scurtmetraj                              | [ 21 ]        |
| Talladega Nights: The Ballad of Ricky Bobby    | 2006 | Susan                  |                                          | [ 22 ]        |
| Tenacious D in The Pick of Destiny             | 2006 | Gorgeous Woman         | Cameo                                    | [ 23 ]        |
| The Ex                                         | 2006 | Abby March             |                                          | [ 24 ]        |
| Underdog                                       | 2007 | "Sweet" Polly Purebred | Voce                                     | [ 25 ]        |
| Enchanted                                      | 2007 | Giselle                |                                          | [ 26 ]        |
| Charlie Wilson's War                           | 2007 | Bonnie Bach            |                                          | [ 27 ]        |
| Sunshine Cleaning                              | 2008 | Rose Lorkowski         |                                          | [ 28 ]        |
| Miss Pettigrew Lives for a Day                 | 2008 | Delysia Lafosse        |                                          | [ 29 ]        |
| Doubt                                          | 2008 | Sister James           |                                          | [ 30 ]        |
| Night at the Museum: Battle of the Smithsonian | 2009 | Amelia Earhart & Tess  |                                          | [ 31 ]        |
| Julie & Julia                                  | 2009 | Julie Powell           |                                          | [ 32 ]        |
| Moonlight Serenade                             | 2009 | Chloe                  |                                          | [ 33 ]        |
| Leap Year                                      | 2010 | Anna Brady             |                                          | [ 34 ]        |
| Love & Distrust                                | 2010 | Charlotte Brown        | Segmentul "Pennies" Direct-to-video      | [ 35 ] [ 36 ] |
| The Fighter                                    | 2010 | Charlene Fleming       |                                          | [ 37 ]        |
| The Muppets                                    | 2011 | Mary                   |                                          | [ 38 ]        |
| On the Road                                    | 2012 | Jane / Joan Vollmer    |                                          | [ 39 ]        |
| The Master                                     | 2012 | Peggy Dodd             |                                          | [ 40 ]        |
| Trouble with the Curve                         | 2012 | Mickey Lobel           |                                          | [ 41 ]        |
| Man of Steel                                   | 2013 | Lois Lane              |                                          | [ 42 ]        |
| Her                                            | 2013 | Amy                    |                                          | [ 43 ]        |
| American Hustle                                | 2013 | Sydney Prosser         |                                          | [ 44 ]        |
| Lullaby                                        | 2014 | Emily                  |                                          | [ 45 ]        |
| Big Eyes                                       | 2014 | Margaret Keane         |                                          | [ 46 ]        |
| Batman v Superman: Dawn of Justice             | 2016 | Lois Lane              | Post-producție                           | [ 47 ]        |
| Primul Contact                                 | 2016 | Dr.Louise Banks        |                                          |               |
| Nocturnal Animals                              | 2016 | Susan Morrow           |                                          |               |

### Televiziune
| Titlu                      | An         | Rol                         | Canal  | Note                                                                    | Ref           |
| -------------------------- | ---------- | --------------------------- | ------ | ----------------------------------------------------------------------- | ------------- |
| That '70s Show             | 2000       | Kat Peterson                | FOX    | Episodul "Burning Down the House"                                       | [ 48 ] [ 49 ] |
| Charmed                    | 2000       | Maggie Murphy               | The WB | Episodul "Murphy's Luck"                                                | [ 50 ]        |
| Zoe, Duncan, Jack and Jane | 2000       | Dinah                       | The WB | Episodul "Tall, Dark and Duncan's Boss"                                 | [ 51 ]        |
| Providence                 | 2000       | Becka                       | NBC    | Episodul "The Good Doctor"                                              | [ 52 ]        |
| Buffy the Vampire Slayer   | 2000       | Beth                        | The WB | Episodul "Family"                                                       | [ 53 ]        |
| Smallville                 | 2001       | Jodi Melville               | The WB | Episodul "Craving"                                                      | [ 54 ]        |
| The West Wing              | 2002       | Cathy                       | NBC    | Episodul "20 Hours in America"                                          | [ 55 ]        |
| King of the Hill           | 2004       | Merilynn / Sunshine / Misty | FOX    | Episoadele "Cheer Factor" și "My Hair Lady" Voce                        | [ 56 ]        |
| Dr. Vegas                  | 2004       | Alice Doherty               | CBS    | 5 episoade                                                              | [ 57 ]        |
| The Office                 | 2005–06    | Katy                        | NBC    | 3 episoade                                                              | [ 58 ]        |
| Saturday Night Live        | 2008, 2014 | Host                        | NBC    | Episoadele "Amy Adams / Vampire Weekend" și "Amy Adams / One Direction" | [ 59 ] [ 60 ] |

## Discografie
| An   | Cântec                       | Coloană sonoră                 | Casă de discuri     |
| ---- | ---------------------------- | ------------------------------ | ------------------- |
| 2007 | "True Love's Kiss"           | Enchanted                      | Walt Disney Records |
| 2007 | "Happy Working Song"         | Enchanted                      | Walt Disney Records |
| 2007 | "That's How You Know"        | Enchanted                      | Walt Disney Records |
| 2008 | "If I Didn't Care"           | Miss Pettigrew Lives for a Day | Varèse Sarabande    |
| 2011 | "Life's a Happy Song"        | The Muppets                    | Walt Disney Records |
| 2011 | "Me Party"                   | The Muppets                    | Walt Disney Records |
| 2011 | "Life's a Happy Song Finale" | The Muppets                    | Walt Disney Records |